# Візгалін Іван Павлович
Іван Павлович Візгалін (1920–1943) — учасник німецько-радянської війни, стрілок 78-го гвардійського стрілецького полку (25-а гвардійська стрілецька дивізія, 6-а армія, Південно-Західний фронт), гвардії рядовий. Герой Радянського Союзу.

## Біографія
Народився 1920 року в станиці Тихорєцкая, нині місто Тихорєцьк Краснодарського краю, в сім'ї робітника. Росіянин.
Освіта початкова середня.
У Червоній армії з 1941 року, з цього ж часу — на фронті.
Стрілець 78-го гвардійського стрілецького полку гвардії рядовий Іван Візгалін 2 березня 1943 року в складі взводу під командуванням гвардії лейтенанта П. Н. Широнина брав участь у відбитті численних атак танків, бронемашин і піхоти противника біля залізничного переїзду на південній околиці села Таранівка (Зміївський район Харківської області). У запеклих боях взвод утримав позицію, знищив 16 ворожих танків і до 100 гітлерівців.
Візгалін загинув у бою 5 березня 1943 року. Похований у братській могилі села Таранівка.
Указом Президіума Верховної Ради СРСР від 18 травня 1943 року за «зразкове виконання бойових завдань командування на фронті боротьби з німецькими загарбниками та проявлені при цьому мужність і героїзм» гвардії рядовий Іван Візгалін посмертно був ушанований званням Героя Радянського Союзу. Також посмертно був нагороджений орденом Леніна.

## Пам'ять
- У селах Таранівка і Соколово встановлені пам'ятники героям.
- У Харкові встановлено бюст Широнина з переліком усіх героїв-широнінців.
- Поет Кронід Обойщиков написав про Візгаліна вірші:

|  | Знаю, был ты красивым В своей горькой судьбе, Если помнит Россия До сих пор о тебе Не осталось в архиве Фотокарточки той, Где стоишь ты счастливый, В гимнастерке простой. Не осталось на свете Ни сынов, ни вдовы: Ты погиб в сорок третьем, Не изведав любви. В Тихорецке рождённый, Не вернулся туда, И от отчего дома Не осталось следа. Но навеки остались Для грядущих времён Потускневшая алость Наших ратных знамён, Солнце в ласковой сини, Голубая волна Да еще у России На висках седина. |